# Anna Dvořáková (1890)
Anna Dvořáková (3. června 1890 Kosova Hora – 19. července 1954 Praha[zdroj?]) byla česká pedagožka, spisovatelka, básnířka, dramatička a překladatelka, pseudonym Milada Kalinová.

## Životopis
Některé zdroje uvádějí chybně narození 4. května 1890. Rodiče Anny byli Josef Dvořák, učitel v Kosové Hoře 40 a Antonie Dvořáková-Škvorecká ze Sedlčan. Měla sestru Boženu Soukupovou-Dvořákovou (25. 7. 1881).
Anna Dvořáková byla odborná učitelka, od roku 1921 působila na českých školách ve Vídni. Publikovala básně, dramata, spisy a překlady z němčiny, byla autorkou učebnic. Redigovala časopis pro mládež Útěcha a přispívala do všech českých vídeňských časopisů. Ve Vídni VI, bydlela na adrese Mollardgasse 40/17. Vídeň opustila na jaře 1941, donucena okolnostmi, spolu s dalšími českými učiteli.

## Dílo

### Básně
- Květ kapradí: pohádka veršem o 1 dějství – Vídeň: Lidová knihtiskárna, 1925
- Světla v mlze: verše – Praha: Fond Julia Zeyera při České akademii věd a umění, 1930
- Ráno; Večerní píseň – Lípa ilustrovaný měsíčník Československého červeného kříže, [dále jen ČČK], ročník 13, str. 102 a 121; Praha: 1933
- Podzimní píseň – Lípa ilustrovaný měsíčník ČČK, ročník 14, str. 34; Praha: 1934
- Návštěva; Ukolébavka o beránkovi; Naše Kordula; Kočka přede; Nešťastný jezdec – Srdíčko krásné čtení pro malé, ročník 2, Praha: 1934
- Komedie: Konvář politik. Jeppe z Hůrky. Ithacký Ulysses. Erasmus Montanus – Ludvig Holberg; z dánských originálů přeložila Božena Köllnová-Ehrmannová; verše přebásnila Milada Kalinová; předmluvu a poznámky napsal Radko Kejzlar. Praha: Státní nakladatelství krásné literatury, hudby a umění, [dále jen SNKLHU], 1963

### Próza
- Prodavačka snů – Vídeň: Lidová knihovna vídeňská, 1928
- Zašlý věk: vídeňská povídka – Vídeň: Školský spolek "Komenský", 1928
- Ohně slunovratu[3]
- Tři světla: pohádka – Lípa ilustrovaný měsíčník ČČK, ročník 14, str. 115–119; Praha: 1934
- 70 let Lumíru ve Vídni – Jaroslav Jindra, Ota Manoušek, Milada Kalinová, Zdeněk Fierlinger, Jaromír Herle, Rudolf Jeníček, Antonín Janda, Kamil Krofta. Vídeň: Lumír, 1935
- Věčný Řím = (Roma aeterna): několik kapitol z románu města – Vídeň: Lidová knihovna vídeňská, 1935
- Pod závojem pohádky – obrázky kreslil a obálku navrhl Jaromír Hofman. Praha: Vyšehrad, 1947
- Mořské povídky – obrázky kreslil Jaroslav Lukeš. Brno: Komenium, 1948

### Divadelní hry
- Květ kapradí: pohádka veršem o 1 dějství – Vídeň: Lidová knihtiskárna, 1925
- Josef Haydn: drama veršem o třech dějstvích (šesti obrazech) a epilogu – Vídeň: Antonín Machát a spol., 1928
- Radio krále Krambambuly: dětská hra o 3 jednáních s prologem – Praha: Ústřední nakladatelství a knihkupectví učitelstva českoslovanského, 1936
- Mluvící pták, živá voda a tři zlaté jabloně: pohádková hra o třech dějstvích (desíti obrazech): podle pohádky Boženy Němcové – Praha: Československé divadelní a literární jednatelství, [dále jen ČDLJ], 1957
- Přemoudrá Mína: hra pro děti ve 2 obrazech; Slávka parádnice: veselá pohádková hra o 1 dějství – Praha: ČDLJ, 1957
- Šípková Růženka: pohádková hra o 3 dějstvích (7 obrazech) – Praha: ČDLJ, 1957

### Filmové libreto
- Princezna Jasmína[3]

### Překlady
- V nákolní stavbě – Alois Tlučhoř; z němčiny; ilustroval František Jäger. 1931
- Svoboda v Kocourkově: Dřívější poměry – Johann Nepomuk Nestroy; z německého originálu. Praha: SNKLHU, 1956
- Vražda v ulici Lourcine; Krádež na malém rynku: režijní scénáře – Eugene Labiche, Johann Nepomuk Nestroy; překlad Jindřich Honzl, Milada Kalinová. Praha: Československá televize, 1974